# فانكوفر جريزليز
فانكوفر جريزليز (بالإنجليزية: Vancouver Grizzlies)‏ كان فريق كرة سلة كندي تأسس في سنة 1995 بجانب فريق تورونتو رابتورز كجزء من توسع الإن بي إيه داخل كندا، كان يقع في فانكوفر في كولومبيا البريطانية. نافس في الرابطة الوطنية لكرة السلة. بعد موسم 2000-2001 تم تغيير مقره إلى ممفيس وأصبح يعرف بميمفيس غريزليس.